# Correbia intermedia
Correbia intermedia là một loài bướm đêm thuộc phân họ Arctiinae, họ Erebidae.